# Plaza de toros: l'entrée du taureau
Plaza de toros: l'entrée du taureau ("L'arena: l'entrata del toro") è un dipinto del pittore francese Jean-Léon Gérôme. Questo dipinto a olio su tavola di 46 centimetri per 73 venne realizzato nel 1886 e ritrae una scena della corrida. Ritenuto perduto per anni, alla fine del ventesimo secolo venne venduto all'asta e attualmente fa parte di una collezione privata.

## Descrizione
Il quadro ritrae l'inizio di una corrida, quando il toro fa il suo ingresso nell'arena, davanti a una folla numerosa radunata sugli spalti. Nell'arena si contano dieci toreri e tre picadores. La firma dell'artista si trova in basso a destra nella sabbia: JL. GEROME.

## Tema
La tauromachia venne rappresentata poco nell'opera di Gérôme. Egli realizzò i dipinti seguenti sul tema: Un matador saluant, Taureau et Picador, L'Entrée du taureau, Le Picador (perduto) e La Fin de la corrida. Esistono anche due disegni che ritraggono un torero e uno studio di un torero per l'entrata dei tori. Di sicuro il pittore deve essere stato influenzato durante il suo viaggio attraverso la Spagna per recarsi in Africa. Plaza de toros è il nome dato alle arene della corrida.